# Příliš mnoho Kateřin
Příliš mnoho Kateřin (v originále An Abundance of Katherines) je román pro mladistvé od amerického spisovatele Johna Greena vydaný v roce 2006. V ČR ji vydal v roce 2015 Knižní klub. 18. října 2015 byla deníkem The New York Times zařazena na sedmé místo v seznamu nejprodávanějších bestsellerů pro mladistvé jako brožovaný výtisk.
Román obsahuje přílohu od Daniela Bisse, matematika a blízkého přítele Johna Greena, ve které vysvětluje některé složitější rovnice, které používá hlavní hrdina knihy, Colin.

## Děj
Colin Singleton, zázračné dítě, se obává, že až bude dospělý, nebude stejně geniální jako v dětství. Během svého života Colin randí s celkem devatenácti dívkami pojmenovanými Kateřina, všechny měly stejný styl. Poté, co dostal kopačky od své poslední přítelkyně, Kateřiny XIX, Colin touží cítit všechno a zároveň si uvědomuje důležitost situace. Doufá, že se stane géniem, protože má tzv. aha efekt.
Po absolvování střední školy a zároveň před nástupem na vysokou, Colina jeho nejlepší a zároveň jediný přítel Hassan Harbish přesvědčí, aby s ním jel na výlet a zbavit se špatných myšlenek po rozchodu. Colin souhlasí a doufá, že najde svůj „aha efekt“. Po odjezdu z Chicaga do Tennessee, navštíví místo předpokládaného odpočinku arcivévody Františka Ferdinanda. Tam se setká s Lindsey Lee Wellsovou. Po několika dnech se Colin a Hassan ocitnou zaměstnáni v Hollis, firmě Lindseyiny matky, která provozuje místní továrny na výrobu tamponů. Žijí u své vedoucí a její dcery ve venkovském městečku Gutshot v Tennessee. Hollis využívá všechny aktuálně dospělé obyvatele Gutshotu k tomu, aby sestavili mluvenou historii města.
Colin začíná mít Lindsey čím dál tím víc rád, což se mu pokouší znemožnit její přítel Colin (on a Hassan mu říkají TOC, „the other Colin“). Colina stále pronásleduje jeho aha efekt, konečně zjišťuje, že ve své mysli objevil teorii o skryté předvídatelnosti Kateřin. Věta určuje křivku jakéhokoli vztahu založeného na několika faktorech osobnosti dvou lidí ve vztahu. Jeho věta nakonec funguje pro všechny kromě jednoho z minulých vztahů s Kateřinami – ten román zkoumá.
Zatímco si Colin přehrává své životní situace s Kateřinami, Hassan si najde přítelkyni Katrinu, kamarádku Lindsey. Vztah je ukončen, když Colin a Hassan přistihnou Katrinu při sexu s TOCem, vše se odehrálo během lovu divokého prasete s Lindsey, přáteli a Colinovým otcem. Boj mezi TOCem a všemi ostatními začíná, když Lindsey zjistí, že ji TOC podvádí. Colin je zraněn v boji a zatímco je na dvoře hrobu arcivévody, uvědomuje si, že v hrobě je pohřben Lindsey dědeček pojmenovaný Fred N. Dinzanfar.
Colin Lindsey najde u svého tajného úkrytu v jeskyni, kde jí vypráví o všech Kateřinách, které kdy miloval. Lindsey mu řekne, že se necítí smutná, ale neustále vzpomíná na událost s TOCem. Diskutují o tom, co to pro ně znamená celá situace a nakonec si vyznají lásku. Jak jejich vztah pokračuje, Colin se rozhodne využít jeho vzorec pro určení toho, jestli spolu s Lindsey vydrží. Z grafu vyplývá, že vydrží pouze na další čtyři dny. O čtyři dny později Lindsey posílá Colinovi zprávu pod dveřmi, že nemůže být jeho přítelkyní, protože je zamilovaná do Hassana. Ale také píše PS o tom, že jenom žertuje. Colin si uvědomuje, že jeho věta nemůže předpovídat budoucnost vztahu; to jenom ukazuje na to, proč jeho vztah selhal. Navzdory tomu, Colin je spokojen, že nemusí na nikom záviset. Hassan nakonec říká, že si podal přihlášky na dvě vysoké školy, k čemuž se ho Colin snaží přesvědčit v celé knize.